# Mirco Della Vecchia
Mirco Della Vecchia (Belluno, 25 marzo 1980) è un artigiano e dirigente d'azienda italiano.

## Biografia
Laureato all'Università di Padova in ingegneria alimentare, divenne campione italiano di cioccolateria nel 2007, ottenendo nuovamente il titolo nel 2008. Nel 2008 fonda, assieme ad altri colleghi, Fine Chocolate Organization; un'associazione degli artigiani italiani del cioccolato, di cui è presidente. Dal 2009 è presidente della "Confederazione nazionale artigianato alimentare" della Regione Veneto. Nel 2011 viene eletto vicepresidente CNA e nel 2013 presidente nazionale dell'unione alimentare artigianale e nel 2017 viene confermato in qualità di presidente.

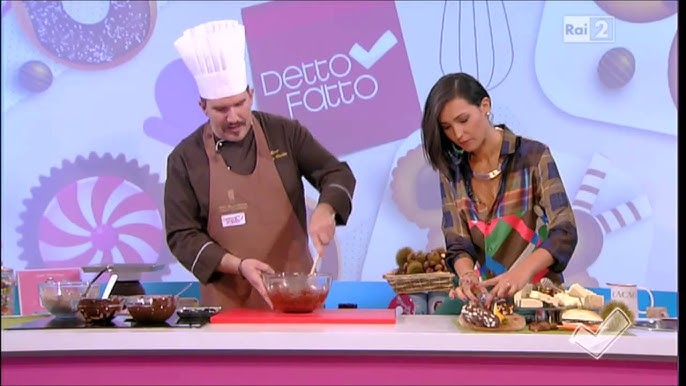
Mirco Della Vecchia nel 2014 entra a far parte dello staff della trasmissione televisiva Detto fatto in onda su Rai2

Nel 2014 entra a far parte dello staff della trasmissione televisiva Detto fatto in onda su Rai2 e diventa membro del tavolo della commissione europea del Food Forum. Dal 2018 al 2019 entra a far parte del cast della trasmissione televisiva La prova del Cuoco in onda su Rai1, durante lo stesso periodo partecipa a vari programmi televisivi targati Rai quali I fatti vostri con Giancarlo Magalli e Mi manda Rai3 con Salvo Sottile.
A febbraio 2014 realizza una statua a grandezza naturale di papa Francesco, il quale lo riceve in udienza privata a casa Santa Marta. La statua verrà donata alla Caritas, con la quale inizierà un rapporto di collaborazione duraturo che lo vede in diversi progetti umanitari e di sviluppo sociale in Sudamerica e in Africa.
Affianca alla sua carriera da cioccolatiere la carriera da dirigente di azienda, prima in qualità di plant manager poi come amministratore delegato.
Mirco Della Vecchia è il cioccolatiere che detiene il maggior numero di Guinness mondiali nel settore della pasticceria e della cioccolateria, uno dei quali conferitogli nel 2011 per il cono gelato più grande del mondo.

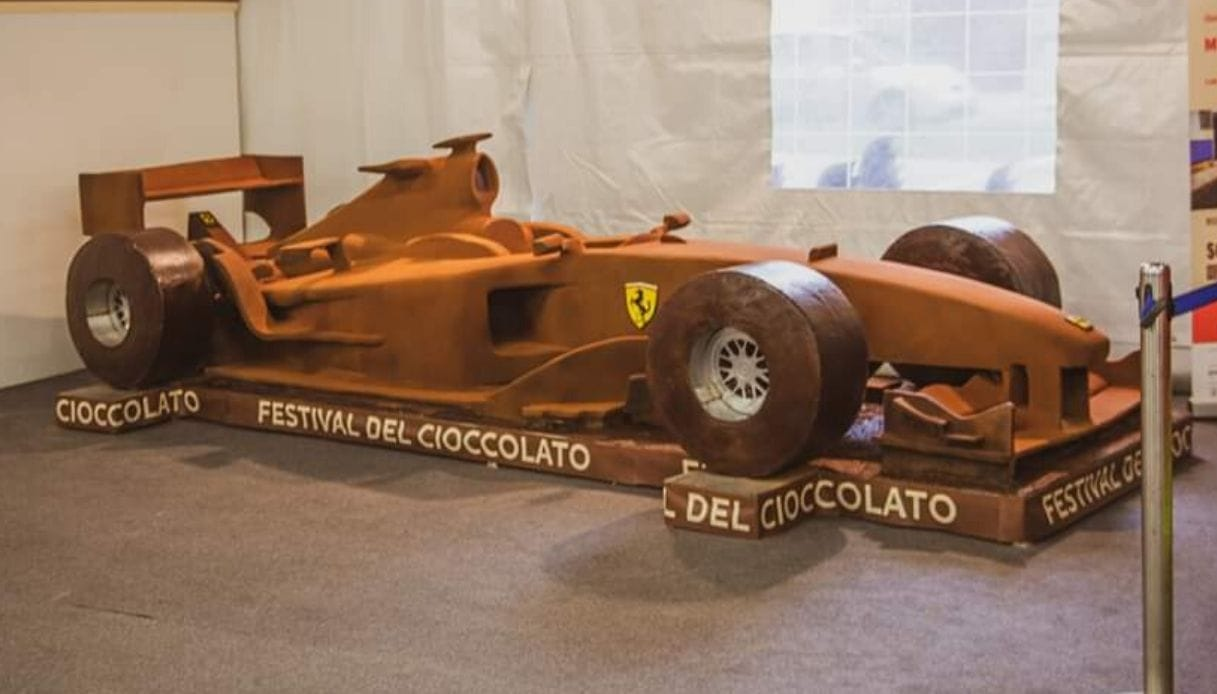
Mirco Della Vecchia e Alessandro Marrone realizzano nel 2019 in occasione del 50º compleanno di Michael Schumacher una Ferrari F2004 di cioccolato a grandezza naturale

Mirco Della Vecchia e Alessandro Marrone realizzano nel 2019 in occasione del 50º compleanno di Michael Schumacher una Ferrari F2004 di cioccolato a grandezza naturale.

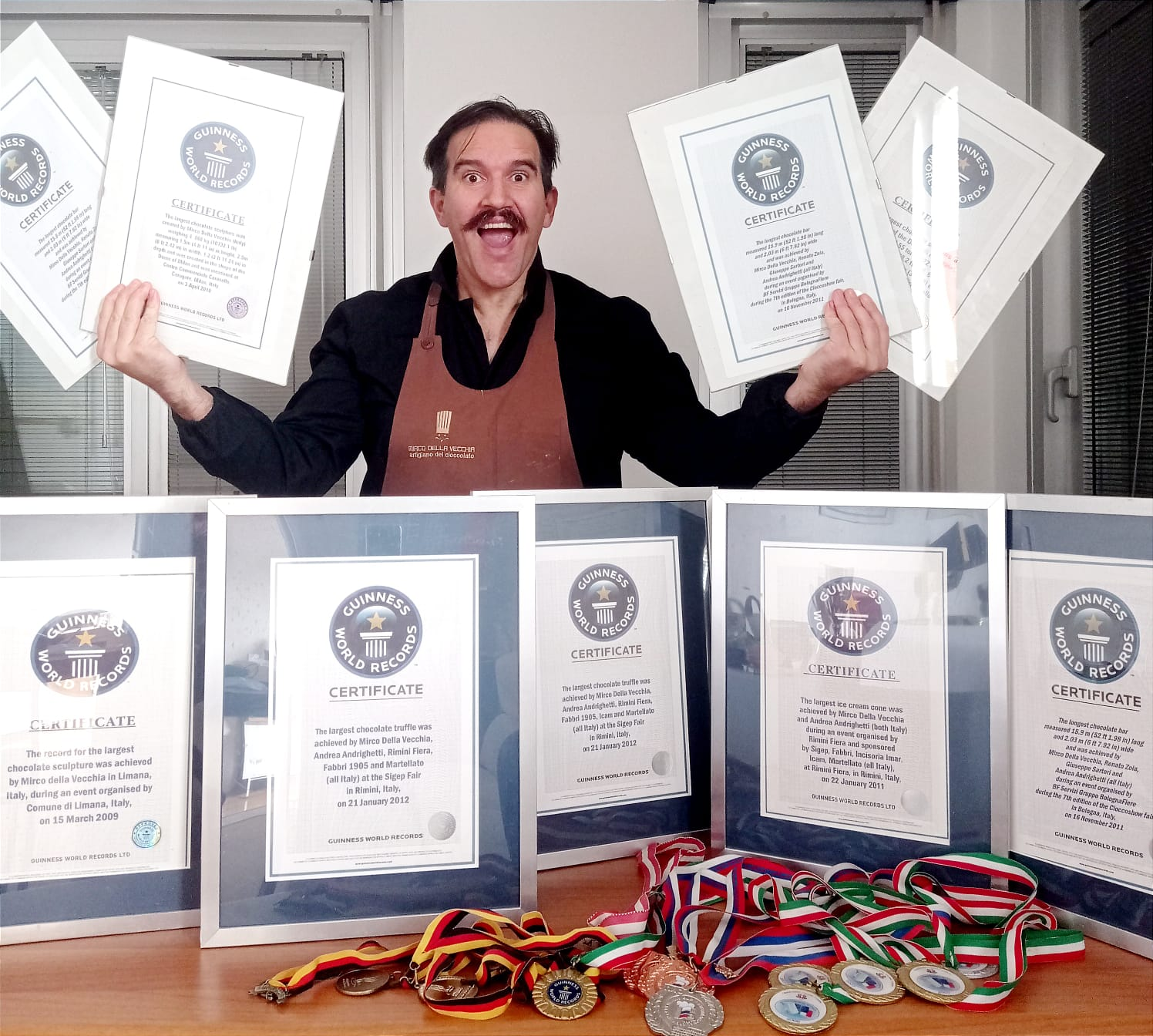
Mirco della Vecchia rappresentato con i suoi premi Guinness World Record vinti nella categoria cioccolateria, grazie alle sue opere in cioccolato

Nel 2020 partecipa in qualità di rappresentante unico dell'artigianato italiano agli stati generali dell'economia di Roma definendo con il presidente del consiglio Giuseppe Conte la strategia che ha portato alla proposta italiana in commissione europea del Piano Nazionale di Ripresa e Resilienza.
Componente permanente in UEAPME del Food Forum per l'artigianato italiano.
Nel 2021 è unico rappresentante per l'imprenditoria italiana a partecipare ai lavori del forum mondiale dell'economia di Davos.
Nel 2022 assieme ad Ezio Greggio e al professor Giancarlo di Renzo lancia ad Assisi la giornata Mondiale delle Mamme e dei Bambini Prematuri svoltasi al parco della mamma di Tordibetto di Assisi.
A settembre 2022 viene ricevuto per la seconda volta da papa Francesco per la cerimonia di beatificazione di papa Giovanni Paolo I, per il quale dedica assieme alla Corale di Limana la canzone Sempre piccoli, scritta da Lodovico Saccol e diretta da Donatella Triches.
Il 29 novembre 2022 Mirco della Vecchia in qualità di Maître Chocolatier realizza un busto a grandezza naturale di Luciano Pavarotti, quest'ultimo viene poi devoluto come donazione alla figlia del tenore, Alice, in piazza Matteotti a Modena durante il Festival Gastronomico.

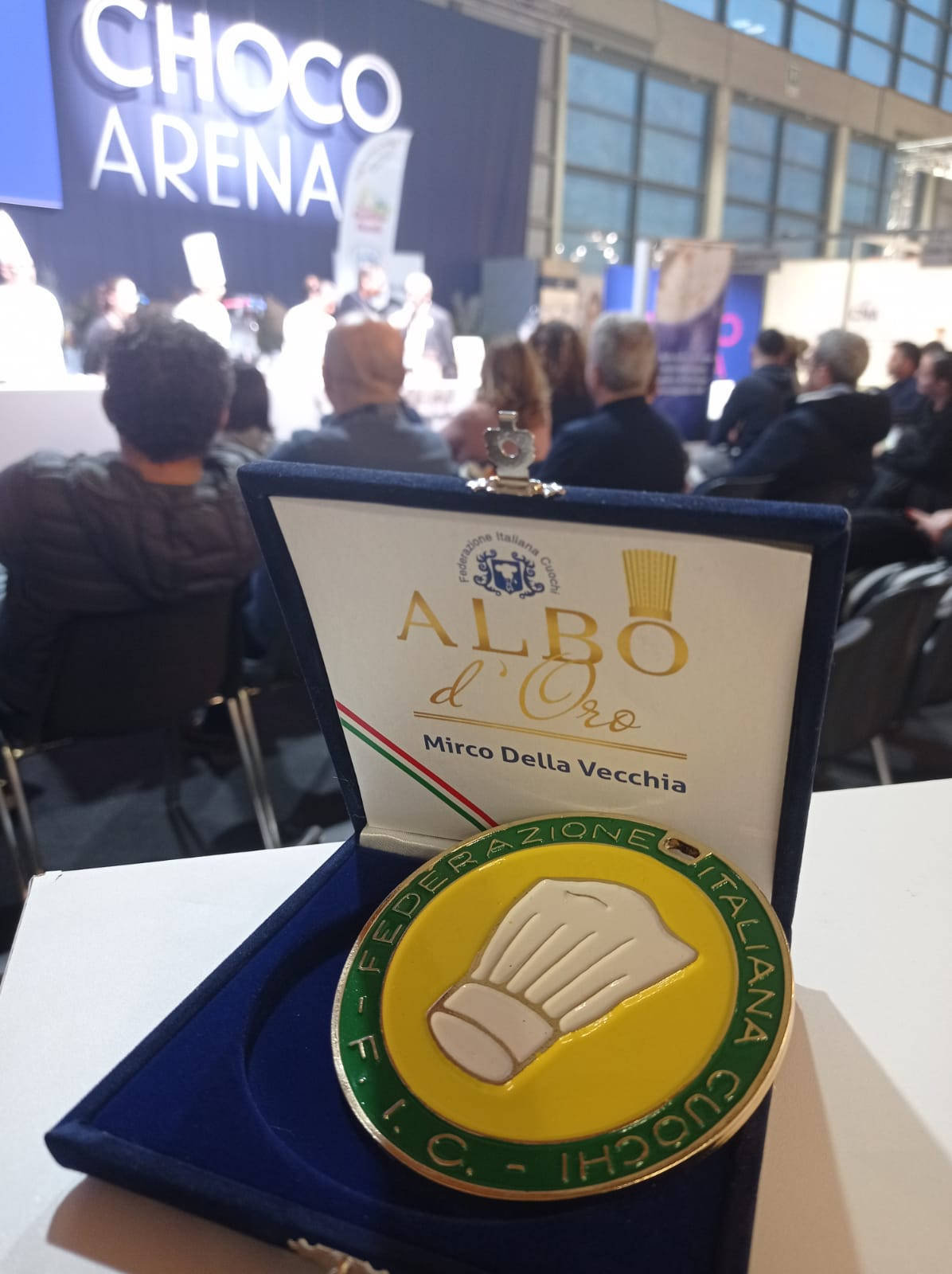
Albo D'Oro Consegnato a Mirco Della Vecchia

2023 -  Mirco della vecchia e stato inserito assieme al ministro Lollobrigida al ministro Salvini e ad altri 97 personalità italiane del settore agroalimentare nell'albo d'oro della @federazioneitalianacuochi.
Sempre nel 2023, a Mirco della Vecchia è stato anche conferito il premio alla carriera " il migliore " conferito da Fabbri e confederazionenazionaledellartigianatoepiccolaindustria (CNA). 

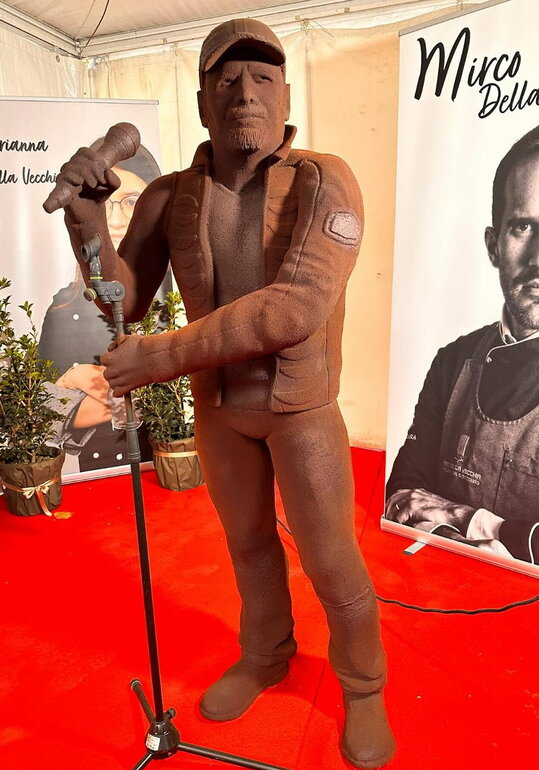
Nel 2023 realizza un'opera straordinaria riproducendo a grandezza naturale Vasco Rossi in cioccolato, 400 kg di scultura fatta a mano realizzata con l aiuto della figlia Arianna Della Vecchia durante la manifestazione sciocolat a Modena
Sempre in quest' anno grazie ai diversi rapporti e collaborazioni con gli Emirati Arabi Uniti viene nominato representative della camera di commercio italiana a Dubai
A novembre 2023 partecipa come rappresentante delle imprese italiane al congresso mondiale sul cacao Messico 
Nel 2024 Mirco Della Vecchia riceve al Sigep di Rimini in presenza del Ministro Francesco Lollobrigida,  la nomina di ambasciatore TWC nel mondo 
A Ottobre 2024 realizza una statua di cioccolato dello chef Massimo Bottura
A novembre 2024 dedica a Vincenzo De Luca governatore della Campania il cioccolatino DELUXE E DE PAXE con cioccolato extra fondente e limone della costiera amalfitana

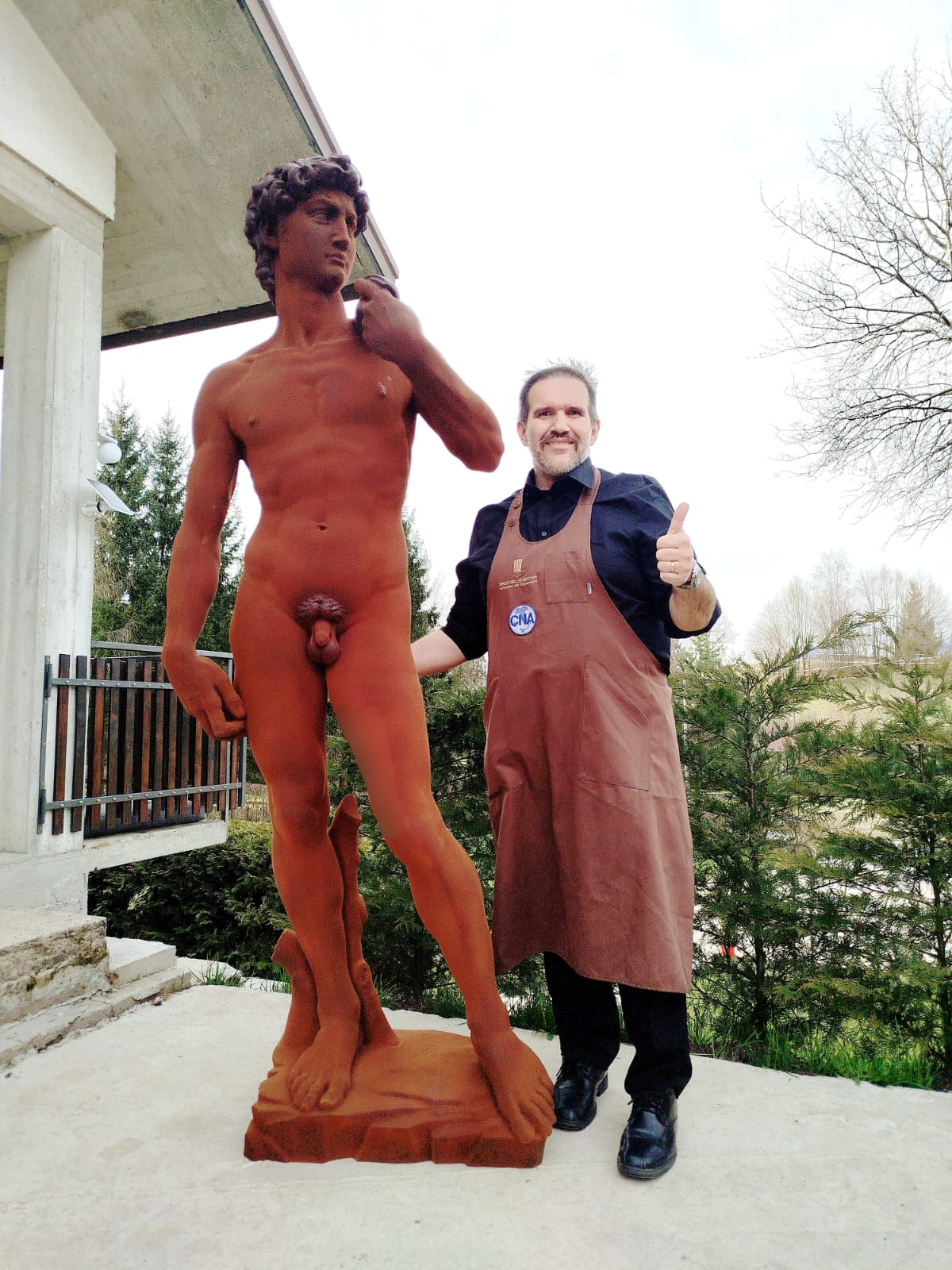
Il 12 aprile 2025 realizza in piazza santa croce a Firenze una scultura in cioccolato raffigurante il David di Michelangelo dall' altezza di 2 metri e 54 centimetri e dal peso di oltre 500 kg di cioccolato fondente

Il 12 aprile 2025 realizza in piazza santa croce a Firenze una scultura in cioccolato raffigurante il David di Michelangelo dall'altezza di 2 metri e 54 centimetri e dal peso di oltre 500 kg di cioccolato fondente

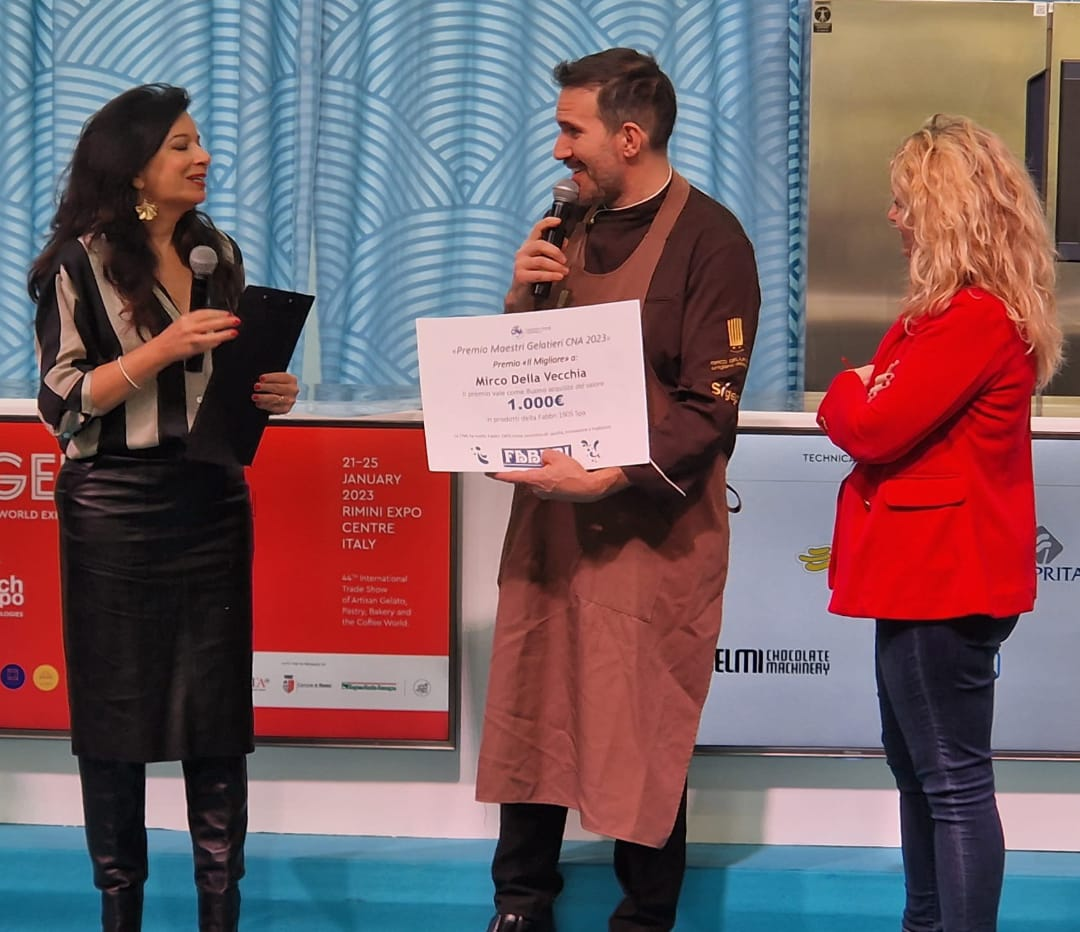
Mirco Della Vecchia durante la consegna del premio "il Migliore"